# Биоградское озеро
Биоградское озеро — озеро в Черногории.
Озеро находится в межгорной котловине ледникового происхождения на высоте 1094 м над уровнем моря. Это крупнейшее из 6 озёр, разбросанных по национальному парку Биоградская гора. Площадь поверхности равна 228 500 м², средняя глубина — 4,5 м, а максимальная — 12,1 м.
В озеро впадают постоянная река Биоградская (Biogradka reka) и пересыхающий ручей Лавел. Вытекающая из озера река Езерстица впадает в реку Тара.